# Catherine Valogne
 (juillet 2013).
Catherine Valogne, connue sous le nom de Catherine Val comme artiste peintre et sculptrice, est journaliste et femme de lettres. Née le 20 août 1924 à Cetatea Albă, elle est morte le 6 mars 2021 à Fontenay-aux-Roses,, 

## Biographie
Catherine Valogne vit et travaille à Fontenay-aux-Roses (Hauts-de-Seine). Elle est mariée au journaliste et critique d'art Pierre Descargues (1925-2012).

## La journaliste et femme de lettres
Catherine Valogne écrit dans les journaux parisiens (Arts, Les Lettres françaises, Ce soir, Combat… ) et suisses (La Tribune de Lausanne, La Feuille d'avis de Lausanne). Elle publie une quinzaine de livres dont six de poèmes. En 1946, elle est secrétaire du concours des Jeunes compagnies théâtrales. Elle dirige, aux éditions des Presses littéraires de France, la collection « Les metteurs en scène » où elle publie les biographies d'Edward Gordon Craig et de Jean Vilar et, aux Éditions Payot, la collection « Les paysages de l’amour » où elle fait paraître Louis XIV et Louise de la Vallière à Versailles.
Autrice de contes, de recueils de poésie, elle a été illustrée par Étienne Hajdu, Robert Jacobsen, Roberta González et, plus récemment, Akira Inumaru.

## L'artiste
En 1967, sous son nom d'artiste, Catherine Val revient à la peinture qu'elle avait délaissée pendant plus de 25 ans et commence à sculpter. Sa première exposition personnelle, où elle présente une trentaine de sculptures en bois réalisées à partir de souches d'arbres qu'elle recueille dans la forêt de Verrières (Hauts-de-Seine), a lieu à Paris à la galerie La Demeure en 1971. Puis elle réalise des peintures seules ou associées à des sculptures et des dessins de paysages abstraits qu'elle expose à Paris en 1974 à la galerie Simone Badinier.
Depuis 1974, Catherine Val explore les mots et les signes qu'elle présente sur différents supports. Ses sculptures sont d'abord réalisées en plastique marbré, en aluminium ou en bois d'ébène découpé, puis en bronze.

« S'il n'existe pas, à proprement parler de calligraphie en français, il y a quelque chose d'esthétique dans l'écriture. Il s'agit de trouver l'équilibre, les bonnes proportions. J'ai réalisé des estampes et des bronzes avec des mots importants pour moi : Vie, Voie, Vent, Amitié, Liberté, Amour, Âme, Éclair.[réf. nécessaire] »

 Elle a réalisé des estampes, des sculptures, à partir de mots français, anglais, japonais, finnois, latins, associé dans un même signe des mots français et japonais, français et cinghalais. Des éditions ont été réalisées en fonte, bronze, laiton à la Monnaie de Paris, en pâte de verre, chez Daum.
En 1974, à la demande de l'architecte Claude Parent, Catherine Val effectue la décoration du mur de façade de l’immeuble de la Sécurité sociale, rue de Mouzaïa dans le 19e arrondissement de Paris, classé monument historique en 2004, et en 1975, la décoration du CES d’Ancemont, dans la Meuse.
En 1978, elle inscrit Le Signe de la Vie et de la Mort sur le mur d’enceinte du cimetière de Montreuil (Seine-Saint-Denis).
En 1987, elle réalise des bronzes autour des voyelles A I U E O et, depuis 1990, plusieurs séries de sculptures en bronze : 20 Sanctuaires (du Désir, du Bœuf inconnu, des Sentinelles de la Vie, des Solitudes, de la Grâce, de la Lumière, du Destin, de la Paix…) qu’elle expose en 2000, à Montreuil aux Lions (Aisne) et à Clamart (Hauts-de-Seine) chez l’architecte Jacques-Émile Lecaron pour les Journées du patrimoine, 33 Chapelles (avec les mots Âme, Amour, Esprit, Joie, Mémoire, Rose, Vie…) qu'elle conçoit comme des monuments pour des places ou des portes des villes, une vingtaine de Sorties de chaos.
Depuis 1990, elle réalise plus d’une centaine de flambeaux à partir de noms propres et de prénoms d’amis ou d’hommes célèbres, dont Churchill, de Gaulle, Karajan.
Catherine Val expose en France, en Finlande, au Danemark, en Pologne ses sculptures, encres et dessins. Elle a participé à de nombreuses biennales internationales, notamment celles de Berlin, Budapest, Cracovie, Katowice, Rijeka et à plusieurs expositions de groupe, dont l'International Art Festival Impact où, depuis sa création à Kyoto (Japon) en 1978, elle expose chaque année.
Les catalogues de ses expositions ont été préfacés par Alin Avila, Pierre Descargues, Jean Duvignaud, Jean-Yves Mock, Françoise Monnin, Claude Parent, Dominique Rabourdin, Pentti Saaritsa, Ryszard Stanislawski.

## Œuvres

### Réalisations monumentales
- Mur de la façade de la Sécurité sociale, rue de Mouzaïa, Paris, 1974 (architectes : Claude Parent et André Remondet, classé Monument Historique, 2004).
- Mur d’enceinte et mur extérieur du CE. d’Ancemont (Meuse), 1975 (architecte : Claude Parent).
- De Gaulle, œuvre de 2,90 m (réalisée à partir d'un flambeau en bronze de 50 cm de haut)) située au parc P'Art Sino-Français (Shunde, Province de Canton, Chine), 2014. Le parc a été inauguré le 20 novembre 2014 dans le cadre des célébrations du 50e anniversaire de l'établissement des relations diplomatiques entre la France et la Chine.

### Éditions d'objets d'arts
Par La Monnaie de Paris
- Cœur, série « Grandes Fontes » no 364, médaille en bronze, 15 × 13 cm, 150 exemplaires numérotés d'après une maquette en aluminium de Catherine Val, évoquant l’organe vital, muscle puissant et creux, siège des passions douces et furieuses.
- Feu, plaque de cheminée en fonte.
- Vie, bougeoir en laiton, 75 exemplaires.
- Amitié.
- Souffle.
- Voie, hommage à Hélène Georg (1916-1951), série « Grandes Fontes » no 640, médaille en bronze, 20 × 9 cm, 75 exemplaires.

Par la cristallerie Daum
- Liberté, stèle en pâte de verre, 1980, 30 × 30 cm, 150 exemplaires (couleur bleu des mers du Sud).

## Œuvres dans les collections publiques
En Belgique
- Couvin, musée du Petit format[12]

En Chine
- Province de Canton, Shunde, parc P'Art Sino-Français.

En Finlande
- Tampere, Hiekan taidemuseo

En France
- Paris :
  - Bibliothèque nationale de France
  - musée de l'Assistance publique - Hôpitaux de Paris
  - musée de Radio France
- Sceaux, musée du Domaine départemental de Sceaux
- Toulon, musée d'art de Toulon

En Pologne
- Lodz, musée Sztuki

Au Vatican
- Musée du Vatican, fonds Saint-Benoït

Au Zimbabwe
- Harare, National Gallery of Zimbabwe

## Expositions
- Sculptures Sylvestres, Paris, Galerie La Demeure, 1971
- Catherine Val, dessins plastifiés et encres, Sztuki (Pologne), musée des beaux-arts, été 1974 (l'exposition fut exposée dans plusieurs usines de Silésie)
- Le Bois de Verrières, Paris, Galerie Simone Badinier, du 1er au 31 octobre 1974
- Catherine Val, Copenhague, Galerie I.E. Graphic (Galerie Ivan Edeling), du 25 novembre au 15 décembre 1974
- Catherine Val Grafiikkaa 1975-1985, (Catherine Val œuvres graphiques 1975-1985), Pinacothèque de Jyväskylä (Finlande), du 22 mai au 16 juin 1986
- Catherine Val Sculptures et Encres, Paris, Galerie de Poche - 1900/2000, du 9 mars au 6 avril 1991
- Olivier Descargues monologues photographiques sur sept sanctuaires pour l’an 2000 de Catherine Val, Montreuil aux Lions (Aisne), Galerie Lalloz, du 2 au 25 juillet 2000
- Cinquante vies (et plus) d'encre et de bronzes, Paris, Galerie Estève, du 7 mars au 11 mai 2002
- Double sortie de chaos : bronzes, Catherine Val, photos Olivier Descargues, Fontenay-aux-Roses, Château Laboissière, du 28 avril au 6 mai 2007
- Bois ressuscités et mystères des encres, Paris, Galerie Arthème, du 23 mars au 10 avril 2010

## Publications

### Ouvrage littéraire
- Catherine Valogne, Gordon Craig, Paris : Les Presses littéraires de France, 1953.
- Catherine Valogne, Jean Vilar, Paris : Les Presses littéraires de France, 1954.
- Catherine Valogne, J'aime le théâtre, photographies de Sabine Weiss, Paris : Denoël, 1964.
- Catherine Valogne, Louis XIV et Louise de la Vallière à Versailles, Lausanne : Payot ; Paris : Société française du livre, 1964.
- Catherine Valogne, Dialogues à travers les siècles, La Louvière (Belgique) : Le Daily-Bul, 1966.
- Catherine Valogne, L'Almicantarat, illustrations de Roberta Gonzalez, Fontenay-aux-Roses, éditions MCMLXVI, 1966.
- Catherine Valogne, Les champs clos : Poèmes, illustrations d’Étienne Hajdu, La Louvière (Belgique) : Le Daily-Bul, 1967.
- Catherine Valogne, Roberta Gonzalez, préface de Guy Manester, Paris : Le Musée de Poche, 1971.
- Catherine Valogne, Le Fer et le Feu, biographie-poème de Catherine Valogne, Album de 5 sérigraphies en couleurs de Robert Jacobsen, Copenhague : i.e. Graphic (Ivan Edeling), 1972.
- Pierre Descargues, Catherine Valogne, Vu, vus, vues. Les années 60, figures de liberté, textes et photographies de Catherine Valogne et Pierre Descargues ; préface de Cavanna, Paris : Cercle d'art, 1998.
- Pierre Descargues, Jacques Parsi, Catherine Valogne, Rapaire le clandestin, préface de Jean-Michel Bouhours, éd. M. Hayot, 2005.
- Catherine Valogne : Sept contes, Akira Inumaru : Un arc en ciel, textes de Catherine Valogne, illustrations d'Akira Inumaru, Guangzhou (Chine) : Association d'Art Contemporain Sino-Français, 2014.

### Livre illustré
- Pierre Descargues, A comme amitié Robert Jacobsen Le Grand Fer, illustrations Catherine Val, Paris, Éditions Area, 1993.